# Cizara ardenia
Cizara ardenia är en fjärilsart som beskrevs av Lewin 1805. Cizara ardenia ingår i släktet Cizara och familjen svärmare. Inga underarter finns listade i Catalogue of Life.